# Маркеллина
Маркеллина (ок. 330 года, Трир — 398 год) — галльская святая. День памяти — 17 июля.
Святая Маркеллина родилась в Трире, Галлия, в христианской семье. Она была единственной, старшей, сестрой свв. Амвросия и Сатира и дочерью человека, возглавлявшего преторианскую префектуру Галлии. Св. Маркеллина приняла на себя обет девства и посвятила свою жизнь молитве и аскезе.
Прожив жизнь в благочестивой семье, св. Маркеллина отошла ко Господу и была погребена в крипте под алтарём Свято-Амвросиевой базилики.
В 1955 году в честь св. Маркеллины в Хэмпстеде (Hampstead), Лондон был учреждён институт. В нём пребывают те, кто именует себя сёстрами св. Маркеллины. Их отличает особенное гостеприимство по отношению к тем, кто останавливается в этом институте.